# Neolythria confinaria
Neolythria confinaria là một loài bướm đêm trong họ Geometridae.